# Elizabeth Butler, Countess of Derby
Elizabeth Butler, Countess of Derby, född 1660, död 1717, var en engelsk hovfunktionär. 
Hon var första hovdam, eller Mistress of the Robes, till drottning Maria II av England mellan 1689 och 1694.